# Hakafjallstindur
Hakafjallstindur är en bergstopp i republiken Island. Den ligger i regionen Austurland, 300 km öster om huvudstaden Reykjavík. Toppen på Hakafjallstindur är 929 meter över havet.
Trakten runt Hakafjallstindur är nära nog obefolkad, med mindre än två invånare per kvadratkilometer. Det finns inga samhällen i närheten. Trakten runt Hakafjallstindur består i huvudsak av gräsmarker.